# بيورن تورو
بيورن تورو (بالألمانية: Björn Thurau)‏ (و. 1988  م) هو راكب دراجة هوائية ألماني، ولد في فرانكفورت، شارك في طواف إيطاليا 2014.

## سباقات أو مراحل فاز بها
| التاريخ       | السباق                   | المركز                 |
| ------------- | ------------------------ | ---------------------- |
| 22 يونيو 2014 | طواف سويسرا 2014         | الفائز في ترتيب التسلق |
| 08 أغسطس 2015 | طواف الدنمارك 2015       | الثامن في تصنيف الجبال |
| 29 يوليو 2017 | طواف بحيرة تشينغهاي 2017 | المركز الثالث          |

## روابط خارجية
- بيورن تورو على موقع الاتحاد الدولي للدراجات (الإنجليزية)
- بيورن تورو على موقع أرشيف الدراجات (الإنجليزية)
- بيورن تورو على موقع إحصائيات الدراجات الإحترافية (الإنجليزية)
- بيورن تورو على موقع نسبة الدراجات (الإنجليزية)
- بيورن تورو على موقع CycleBase (الإنجليزية)